# Det går hemåt, fastän molnen solen döljer
Det går hemåt, fastän molnen solen döljer är en psalm med text och musik från 1925 av Nathanael Cronsioe.

## Publicerad i
- Segertoner 1930 som nr 406.
- Segertoner 1988 som nr 639 under rubriken "Pilgrimsvandringen".[1]